# Raphael Thattil
Raphael Thattil (en malabar: റാഫേൽ തട്ടിൽ; Trichur, Kerala, 21 de abril de 1956) es un arzobispo católico indio, archieparca mayor de Ernakulam-Angamaly de la Iglesia católica siro-malabar desde el 11 de enero de 2024. Anteriormente fue eparca de Shamshabad (2018-2024) y obispo auxiliar de Trichur (2010-2017).

## Biografía

### Orígenes y formación
Raphael Thattil proviene de una familia de ocho hermanos. Nació el 21 de abril de 1956 en Kerala, el estado más cristiano de la India, y fue bautizado en la ciudad de Trichur el 30 de abril de 1956. Tras finalizar su educación primaria ingresó al seminario menor el 4 de julio de 1971 y completó sus estudios de filosofía y teología en el seminario Santo Tomás Apóstol de Kottayam en 1980. Fue ordenado sacerdote por el obispo Joseph Kundukulam el 21 de diciembre, a la edad de 24 años, en la basílica de la archieparquía de Trichur.
Viajó a Roma para realizar estudios superiores en el Pontificio Instituto Oriental, donde se doctoró en Derecho Canónico Oriental con su tesis La formación clerical en la Iglesia siro-malabar: un estudio histórico-jurídico. Ha desempeñado a lo largo de su vida diversos cargos relacionados con los ámbitos académico, jurídico y eclesial; además, habla fluidamente malayalam e inglés y conoce el italiano y el alemán.

### Episcopado
Fue elegido obispo auxiliar de Trichur por el sínodo de la Iglesia siro-malabar el 18 de enero de 2010 y fue ordenado obispo titular de Bruni el 10 de abril de 2010. En 2013, el papa Francisco le nombró visitador apostólico para los fieles siro-malabares que residían en la India fuera de su territorio propio. El 10 de octubre de 2017 fue nombrado primer obispo de la recién creada eparquía de Shamshabad y tomó posesión canónica el 7 de enero de 2018.
El 9 de enero de 2024 fue elegido arzobispo mayor por el sínodo siro-malabar reunido en Kerala y su elección fue confirmada por el papa Francisco, convirtiéndose así en el sucesor del cardenal George Alencherry, que se retiró del cargo el 7 de diciembre de 2023.
Su entronización como arzobispo mayor tuvo lugar en la curia arzobispal mayor siro-malabar en Kakkanad, Kerala, el 11 de enero de 2024.
El 22 de octubre de 2024 fue nombrado miembro del Dicasterio para las Iglesias Orientales.